# گلوریا استاینم
گلوریا استاینم  (انگلیسی: Gloria Steinem؛ ۲۵ مارس ۱۹۳۴) یکی از رهبران اصلی موج دوم فمینیسم در آمریکا در دهه‌های ۱۹۷۰ و ۱۹۸۰ میلادی بود. او که نویسنده‌ای توانا بود جایزه‌های بسیار زیادی از سازمان‌های مختلف دریافت کرد. او برای مجله نیویورک مقاله می‌نوشت و مجله زنان را پایه‌گذاری کرد. در سال ۱۹۶۹ او مقاله‌ای به نام «بعد از قدرت سیاه‌پوستان، نوبت آزادی زنان است» نوشت که در آن از آزادی سقط جنین حمایت کرد. در سال ۲۰۰۵ او به همراه جین فوندا و رابین مورگان مرکز ارتباطات زنان را ایجاد کرد که به وسیله آن در رسانه‌ها مسائل زنان را پیش ببرد. او در حال حاضر علاوه بر عضویت در این مرکز، در سیاست و نویسندگی فعال است و کتاب‌ها و مقالات زیادی می‌نویسد.

## اوائل زندگی
استاینم در سال ۱۹۳۴ در تولیدو، اوهایو زاده شد. مادر او روث پرسبیتارین از نسل اسکاتلندی و آلمانی بود و پدر او فرزند یهودیان مهاجر از لهستان و آلمان بود. خانواده او زیاد مسافرت می‌کردند و به فروش وسائل دست دوم اشتغال داشتند.
وقتی او کودک بود، مادرش روث سلامت روانی خود را از دست داد. مادر او در بیمارستان روانی بستری شد و در زمانی که او ده سال داشت پدر و مادرش از یکدیگر جدا شدند. پدر او به کالیفرنیا رفت و او به همراه مادرش در اوهایو باقی‌ماند. جداشدن پدر و مادر او تأثیر زیادی بر استاینم گذاشت. با اینکه او پدرش را مقصر نمی‌دانست زیرا مادرش شرایط روانی بدی داشت، این جدا شدن تأثیرات دائمی بر روحیه او ایجاد کرد.
استاینم در دهه ۱۹۶۰ در حرکت حقوق زنان آمریکا شرکت کرد و به عنوان یکی از رهبران این حرکت شناخته شد. او با انتشار مقالاتی در مجلاتی مانند Esquire و New York برای حقوق زنان و برابری جنسیتی تبلیغات می‌کرد. وی همچنین در سال ۱۹۶۸ مجله میس را بنیان نهاد که به عنوان یکی از مجلات برجسته حقوق زنان شناخته می‌شود.
استاینم در زمینه‌های مختلفی از جمله حقوق بشر، جنبش صلح، حقوق برای زنان و حقوق بشر در کشورهای در حال توسعه فعالیت کرده‌است. او یکی از مؤسسان حرکت National Women's Political Caucus یک سازمان حقوق زنان در آمریکا بوده و برای حمایت از حقوق زنان در سراسر جهان تلاش کرده‌است.
استاینم برای کارهای خود در زمینه حقوق زنان و جنبش فمینیستی، جوایز و افتخارات بسیاری دریافت کرده‌است. از جمله جایزهٔ Presidential Medal of Freedom که در سال ۲۰۱۳ توسط رئیس‌جمهوری آمریکا به او اهدا شد. او همچنین نویسندهٔ کتاب‌های پرآوازه‌ای مانند "Outrageous Acts and Everyday Rebellions" و "Revolution from Within" است.

## گفتاوردها
«حامی حق انتخاب زنان به سقط جنین، به معنای حامی سقط جنین نیست، بلکه حامی زنان و خانواده است.»
بخشی دیگر از جملهٔ معروف گلوریا استاینم در مجله Ms. به این صورت است:
«فمینیست هر کسی است که برابری و انسانیت کامل زنان و مردان را به رسمیت می‌شناسد.»

## دیدگاه‌ها

### سقط جنین
استاینم از هواداران آزادی سقط جنین است. او به آزادی در این زمینه آزادی تولید مثل می‌گوید. او در سن ۲۲ سالگی خود نیز سقط جنینی انجام داد. این مسئله بر روی او تأثیر زیادی گذاشت و به مدافعان سرسخت این قضیه تبدیل شد. گلوریا استاینم به عنوان فعال حقوق زنان و فمینیست، دیدگاهی پویا و پیچیده دربارهٔ سقط جنین دارد. او بر این باور است که زنان باید حق تصمیم‌گیری دربارهٔ بدن و زندگی خود را داشته باشند و این حق شامل حق سقط جنین است. او معتقد است که هیچ‌کس به زنان حق ندارد تصمیم‌گیری دربارهٔ بدن و زندگی آن‌ها را بگیرد.
استاینم در کتاب Outrageous Acts and Everyday Rebellions، نوشته‌است: «حق تصمیم‌گیری دربارهٔ بدن خود، شامل حق سقط جنین، حق انتخاب زنان است. این حق باید برای زنان به صورت قانونی و اجتماعی تضمین شود.»
او همچنین معتقد است که مسئله سقط جنین یک مسئله پیچیده‌است و باید به صورت جداگانه مورد بررسی قرار گیرد. برای نمونه، او معتقد است که در مورد سقط جنین در صورتی که زنان به دلیل فقر، ناتوانی یا مشکلات دیگر اقتصادی قادر به پرورش کودک نیستند، باید حمایت شود. او همچنین معتقد است که باید به‌طور جدی به مسائلی مانند آموزش جنسیتی، واکسیناسیون، پیشگیری از بارداری، و ارائه خدمات بهداشتی و بهداشت روانی برای زنان توجه شود تا نیاز به سقط جنین کاهش یابد.

### همجنس‌گرایی
استاینم از طرفداران آزادی ازدواج همجنس‌گرایان است. او معتقد است که این ایده که رابطهٔ جنسی حتماً باید به قصد تولید مثل باشد، زنان را محدود می‌کند.

### پورنوگرافی
استاینم از مخالفان صنعت پورنوگرافی است. او معتقد است که این صنعت تسلط مردان بر زنان را افزایش می‌دهد. او معتقد است که پورنوگرافی تقلید رابطهٔ فاتح-قربانی معمول در رابطهٔ بین زن و مرد است. او معتقد است که پورنوگرافی، به‌طور مستقیم به زنان و مردان آسیب می‌زند و بر روی روابط جنسی و روابط اجتماعی تأثیر منفی دارد.
در کتاب Outrageous Acts and Everyday Rebellions استاینم می‌نویسد: «پورنوگرافی یک جنگل از نژادپرستی، ستم، خشونت و تجاوز است. آن‌ها (پورنوگرافیست‌ها) از بدن زنان سوءاستفاده می‌کنند و برای نمایش دادن زنان به عنوان اشیاء جنسی و سودآور، از آن‌ها عمدتاً به عنوان موجودات بی‌روح و بی‌عواطف استفاده می‌کنند.»
استاینم همچنین معتقد است که پورنوگرافی می‌تواند ازدواج و روابط عاطفی را تضعیف کند و باعث شود که مردان به زنان به عنوان اشیاء به‌جای انسان‌های واقعی نگاه کنند. او به عنوان یک فمینیست، باور دارد که پورنوگرافی باید به عنوان یک مسئله جدی در جامعه مورد بررسی قرار گیرد و باید تلاش کرد تا آسیب‌های آن به زنان و مردان کاهش یابد.

### مینی‌ژوپ
گلوریا استاینم پوشیدن مینی‌ژوپ را عملی هنجارشکنانه می‌دانست و در راهپیمایی‌ها دامن کوتاه می‌پوشید. واشینگتن‌پست او را «دختر مینی‌ژوپ‌پوش روشنفکر» نامید.

## کتاب‌ها
- هزاران هندوستان (۱۹۵۷)
- کتاب ساحل (۱۹۶۳)
- اعمال متفاوت و شورش روزانه (۱۹۸۳)
- مارلین: نورما جین (۱۹۸۸)
- انقلاب از درون (۱۹۹۲)
- حرکت به دور از لغتها (۱۹۹۳)
- انجام شصت و هفتاد (۲۰۰۶)